# Província d'Alta Silèsia
La Província d'Alta Silèsia (Provinz Oberschlesien) va ser una província de l'Estat Lliure de Prússia de 1919 a 1938 i de 1941 a 1945. La capital va ser Oppeln (actualment Opole) de 1919 a 1938, Kattowitz (actualment Katowice) de 1941 a 1945. La província estava dividida en dues regions administratives (Regierungsbezirke), Oppeln i Kattowitz.
La província comprenia gran part de la regió històrica de l'Alta Silèsia. A part d'Oppeln i Kattowitz altres ciutats importants va ser Beuthen (Bytom), Gleiwitz (Gliwice), Hindenburg in Oberschlesien (Zabrze), Neiße (Nysa), Ratibor (Racibórz) i Auschwitz (Oświęcim) (el futur lloc d'extermini dels jueus durant la Segona Guerra Mundial).

## Història

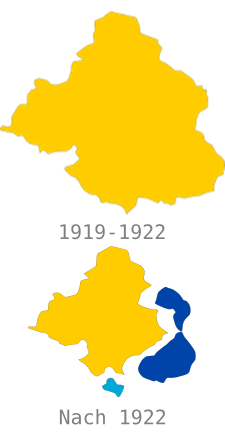
Divisió de la Província a partir del 1922. En groc (a Alemanya), blau fosc (a Polònia), blau clar (a Txecoslovàquia)

Es va crear després de la Primera Guerra Mundial quan es va dividir la província de Silèsia en dues noves províncies: l'Alta Silèsia (terç oriental) i la Baixa Silèsia (part occidental i central).
Des de 1919-1921 es van produir tres aixecaments de Silèsia entre la població polonesa de l'Alta Silèsia. En el plebiscit de l'Alta Silèsia de març de 1921, el 59,4% va votar contra la fusió amb Polònia. En l'Acord germano-polonès sobre la Silèsia Oriental, signat a Ginebra el 15 de maig de 1922, es va establir la frontera exacta, el manteniment del trànsit ferroviari transfronterer i altres cooperacions necessàries, així com la igualtat de drets per a tots els habitants d'ambdues parts de l'Alta Silèsia. El 20 de juny, la República de Weimar va cedir, de facto, les parts orientals de l'Alta Silèsia, passant a formar part de la Voivodat de Silèsia dins de la Segona República Polonesa. El territori restant a la Prússia de l'Alta Silèsia es va administrar al Regierungsbezirk Oppeln.
Entre 1938 i 1941 es va unir amb de nou a la Baixa Silèsia per recrear la província de Silèsia.
Després de la invasió de Polònia de 1939, l'Alta Silèsia polonesa, incloent la ciutat industrial polonesa Kattowitz, va ser directament annexada a la Província de Silèsia. Aquest territori annexat, també conegut com a Alta Silèsia Oriental (Ostoberschlesien), es va convertir en part del nou Regierungsbezirk Kattowitz.
Les forces d'ocupació alemanya van començar una política de repressió contra la població polonesa de l'Alta Silèsia Oriental, que es va iniciar ja al setembre de 1939. Una segona onada d'arrestos va succeir entre octubre i novembre dirigida contra intel·lectuals polonesos, molts dels quals van morir en camps de concentració. Una tercera onada d'arrestos es va produir entre abril i maig de 1940.
Alhora, es va produir l'expulsió de població polonesa de l'àrea oriental de l'Alta Silèsia. Des de 1939 fins al 1942, 40.000 polonesos van ser expulsats. En el seu lloc alemanys ètnics de Volínia i dels països bàltics es van instal·lar en els territoris polonesos de l'Alta Silèsia oriental i del Wartheland. El nombre de morts entre la població polonesa de l'Alta Silèsia en mans dels alemanys està al voltant de les 25.000 víctimes, de les quals 20.000 eren de població urbana.
El 1941, la província de Silèsia va ser novament dividida entre les províncies d'Alta i Baixa Silèsia. Kattowitz (Katowice) va ser convertida en la capital d'Alta Silèsia en lloc de la població de Opplen, més petita.
La província alemanya d'Alta Silèsia va ser conquerida per l'Exèrcit Roig soviètic entre febrer i finals de març de 1945, durant la Segona Guerra Mundial en les ofensives de l'Alta i Baixa Silèsia. L'Acord de Potsdam de postguerra va concedir per complet aquest territori a la República Popular de Polònia. El territori actualment es reparteix entre els voivodats d'Opole i de Silèsia. La majoria d'alemanys que quedaven al territori van ser expulsats cap a l'oest.

## Divisió administrativa

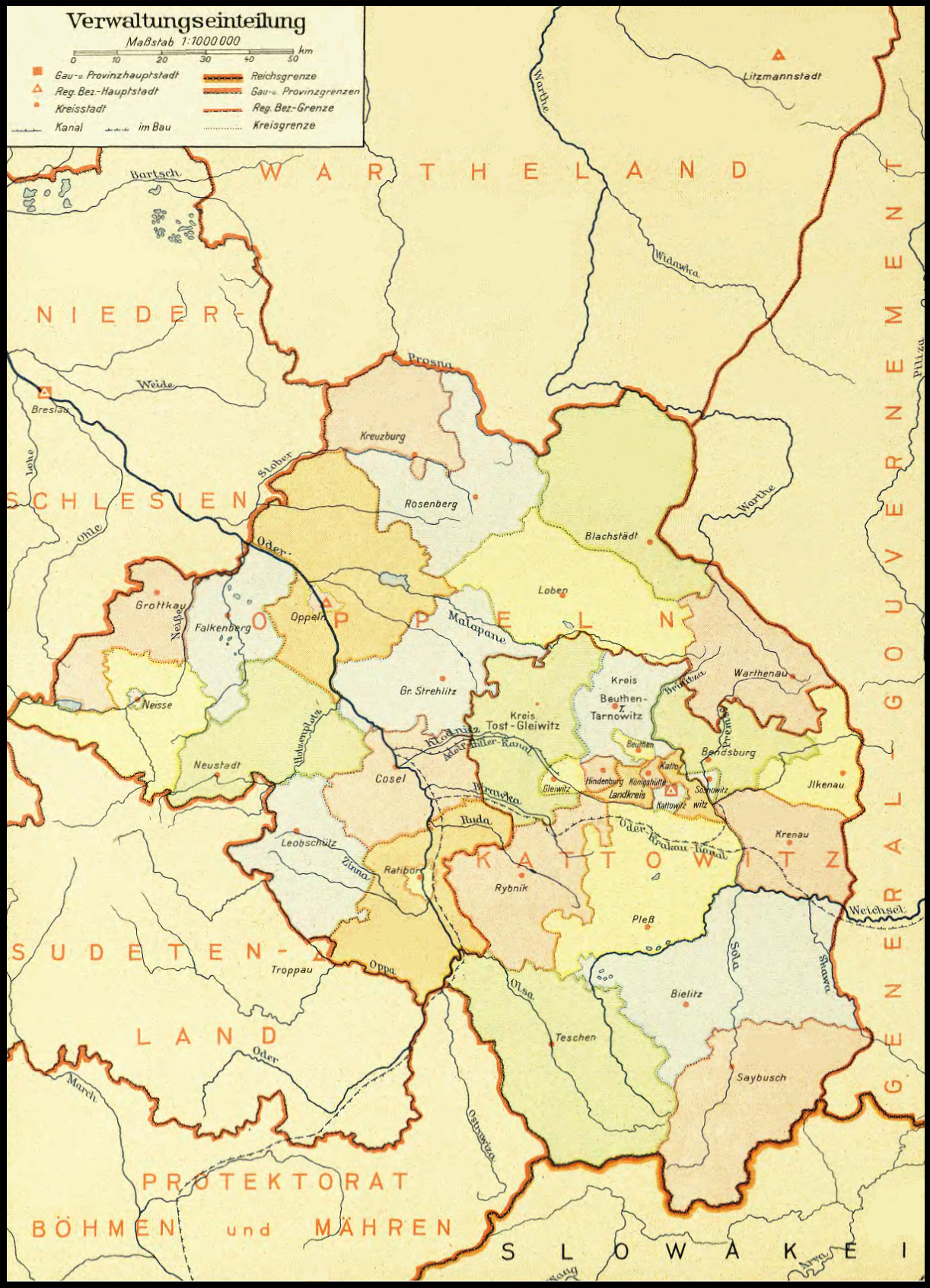
La província al 1943

Regierungsbezirk Kattowitz
- Districtes urbans (Stadtkreise)

1. Beuthen
2. Gleiwitz
3. Hindenburg in Oberschlesien
4. Kattowitz
5. Königshütte

- Districtes rurals (Landkreise)

1. Districte de Bendsburg
2. Districte de Beuthen-Tarnowitz
3. Districte de Bielitz
4. Districte de Kattowitz
5. Districte de Krenau
6. Districte d'Ilkenau
7. Districte de Pleß
8. Districte de Rybnik
9. Districte de Saybusch
10. Districte de Teschen
11. Districte de Tost-Gleiwitz

| Regierungsbezirk Oppeln - Districtes urbans (Stadtkreise) 1. Neisse 2. Oppeln 3. Ratibor - Districtes rurals (Landkreise) 1. Districte de Blachstädt 2. Districte de Cosel 3. Districte de Falkenberg 4. Districte de Groß Strehlitz 5. Districte de Grottkau 6. Districte de Guttentag 7. Districte de Kreuzburg 8. Districte de Leobschütz 9. Districte de Lublinitz 10. Districte de Neisse 11. Districte de Neustadt 12. Districte d'Oppeln 13. Districte de Ratibor 14. Districte de Rosenberg 15. Districte de Warthenau |